# Liré
Liré – miejscowość i dawna gmina we Francji, w regionie Kraj Loary, w departamencie Maine i Loara. W 2008 roku liczba ludności wynosiła 2518 mieszkańców. 
W dniu 15 grudnia 2015 z połączenia 9 ówczesnych gmin – Bouzillé, Champtoceaux, Drain, Landemont, Liré, Saint-Christophe-la-Couperie, Saint-Laurent-des-Autels, Saint-Sauveur-de-Landemont oraz La Varenne – utworzono nową gminę Orée-d’Anjou. Siedzibą gminy została miejscowość Champtoceaux. 